# ریباریچه
ریباریچه (به صربی: Ribariće) یک منطقهٔ مسکونی در صربستان است که در توتین، صربستان واقع شده‌است. ریباریچه ۱۴٫۷۰ کیلومتر مربع مساحت و ۹۴۷ نفر جمعیت دارد و ۷۲۶ متر بالاتر از سطح دریا واقع شده‌است.